# Walhalla, North Dakota
Walhalla är en ort (city) i Pembina County i delstaten North Dakota i USA. Orten hade 893 invånare, på en yta av 2,72 km² (2020). Walhalla grundades år 1845.